# Гавлушовице (гмина)
Гавлушовице (пол. Gawłuszowice) — сельская гмина (волость) в Польше, входит как административная единица в Мелецкий повет, Подкарпатское воеводство. Население — 3000 человек (на 2007 год).

## Демография
| Перепись                       | Всего   | Всего | Женщины | Женщины | Мужчины | Мужчины |
| ------------------------------ | ------- | ----- | ------- | ------- | ------- | ------- |
| Единицы                        | человек | %     | человек | %       | человек | %       |
| Население                      | 2874    | 100   | 1443    | 50,2    | 1431    | 49,8    |
| Плотность населения (чел./км²) | 85,1    | 85,1  | 42,7    | 42,7    | 42,3    | 42,3    |

## Соседние гмины
1. Гмина Борова
2. Гмина Мелец
3. Гмина Осек
4. Гмина Падев-Народова
5. Гмина Поланец
6. Гмина Тушув-Народовы